# Metavargula
Metavargula is een geslacht van kreeftachtigen uit de klasse van de Ostracoda (mosselkreeftjes).

## Soorten
- Metavargula adinothrix Kornicker, 1975
- Metavargula ampla Kornicker, 1970
- Metavargula apex Kornicker in Kornicker & Poore, 1996
- Metavargula bilix Kornicker, 1989
- Metavargula bradfordae Kornicker, 1979
- Metavargula calix Kornicker in Kornicker & Poore, 1996
- Metavargula currax Kornicker in Kornicker & Poore, 1996
- Metavargula hex Kornicker, 1989
- Metavargula iota Kornicker, 1975
- Metavargula mazeri Kornicker, 1979
- Metavargula nobilis (Cleve, 1905) Kornicker, 1989
- Metavargula optilus (Kornicker, 1968) Kornicker, 1970
- Metavargula procax Kornicker in Kornicker & Poore, 1996
- Metavargula quintuplex Kornicker, 1989
- Metavargula spadix Kornicker in Kornicker & Poore, 1996